# Teritorializare (Sfântul Imperiu Roman)

Sfântul Imperiu Roman în jurul anului 1000

Teritorializarea (termen provenind de la latinescul teritorium, în germană Territorialisierung) în Sfântul Imperiu Roman reprezintă procesul de corelare a puterii politice a suveranilor cu anumite teritorii, proces ce a avut loc din secolul al XI-lea până în secolul al XIV-lea concomitent cu pierderea pe termen lung a puterii regale. Prin acest proces, stăpânii medievali au reușit să transforme diferitele drepturi pe care le aveau asupra persoanelor într-o conducere uniformă a unui teritoriu delimitat. 
Termenul teritorializare este folosit în principal pentru a explica apariția și construirea stăpânirilor și principatelor teritoriale în Sfântul Imperiu Roman. Teritorializarea este similară cu formarea unui stat, ceea ce înseamnă crearea unui monopol al autorității suverane și legitime asupra unui teritoriu definit, susținut de o organizare judiciară, militară și administrativă. Spre deosebire de monarhiile vest-europene (cum ar fi Franța unde a apărut o autoritate centrală), în Sfântul Imperiu Roman procesul a avut loc la nivelul principatelor. Această evoluție a fost posibilă numai pentru că imperiul a protejat principatele și le-a legitimat existența. În același timp, ca urmare a teritorializării, principatele au devenit din ce în ce mai puțin dependente de structura protectoare a imperiului.

Sfântul Imperiu Roman în jurul anului 1250

## Evoluție și conflicte de interese

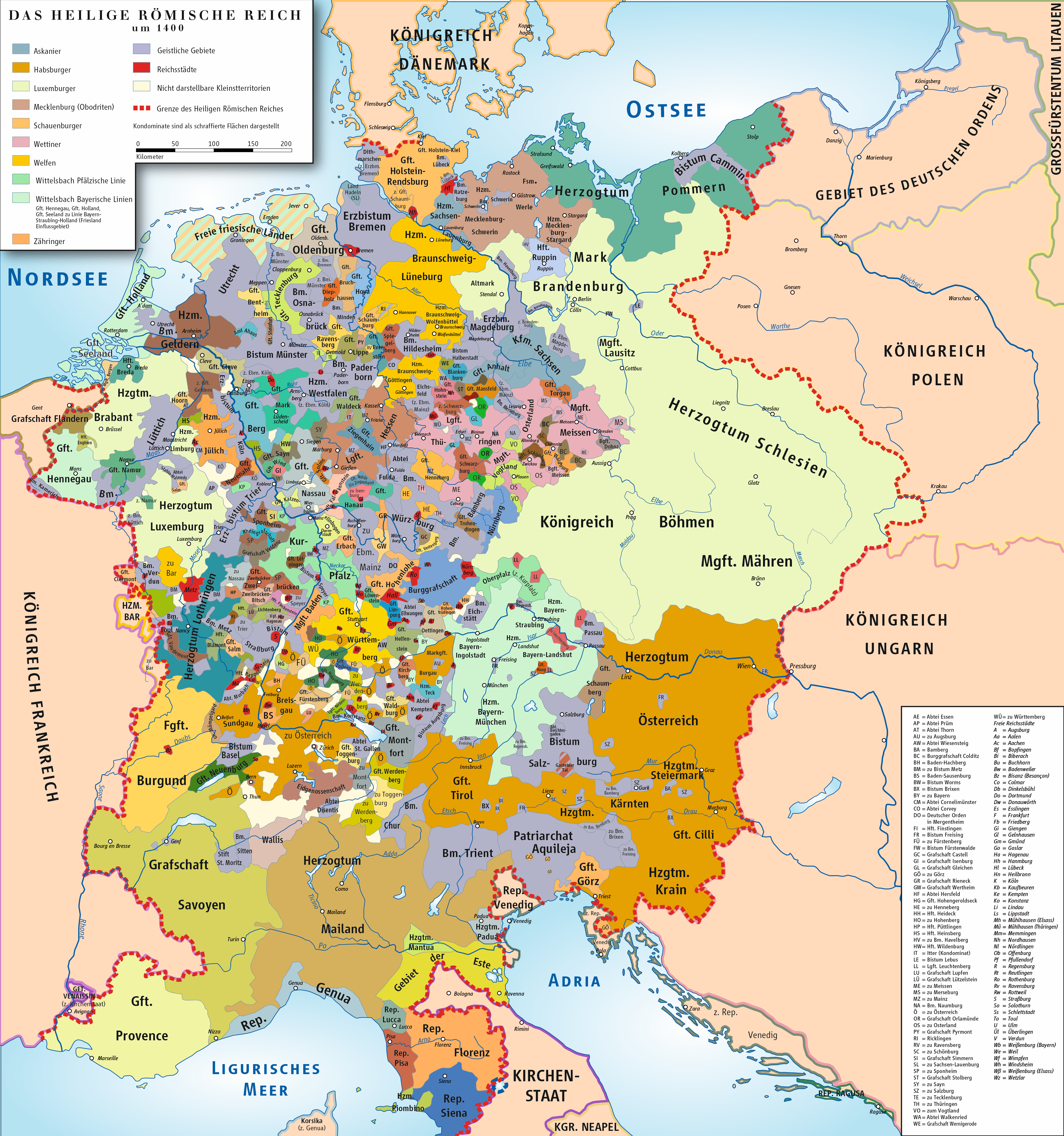
Sfântul Imperiu Roman în jurul anului 1400

Potrivit istoricului Otto Brunner (Land und Herschaft, 1939) un teritoriu ia ființă atunci când devine o entitate omogenă din punct de vedere politic, adică atunci când toți nobilii proprietari de pământ participă la întâlnirile cu suveranul teritorial. Granițele unui teritoriu sunt astfel determinate în funcție de participarea respectivilor proprietari de pământ la adunarea unuia sau a altui suveran căruia consideră că îi aparțin. Faptul că și disputele erau rezolvate la aceste adunări, a dus la apariția unei legi general aplicabile care a fost adesea codificată ca lege statală.
În Evul Mediu societatea feudală se baza pe relații de dependență între persoane. Stăpânul feudal (regele) îi înfeuda pe susținătorii săi (vasalii) cu teritorii care, în cazul ideal, urmau să se reîntoarcă sub stăpânirea sa după moartea vasalului. În același timp însă, vasalii se străduiau să-și statornicească stăpânirea și să o transmită propriilor urmași. Teritorializarea înseamnă dezvoltarea unor teritorii statale administrate în locul asociațiilor anterioare bazate pe relații între conducătorii teritoriilor. În Evul Mediu timpuriu și clasic regii, respectiv împărații, nu aveau o reședință fixă (curtea regală fiind ambulatorie) și adesea erau absenți din imperiu o lungă perioadă de timp. Campaniile militare în Italia și conflictele cu papalitatea, aveau ca urmare slăbirea puterii suveranului astfel încât de multe ori acesta trebuia să-și asigure loialitatea vasalilor prin acordarea unor mari concesii.

## Începutul și evoluția teritorializării
Împăratul Otto I a încercat în secolul al X-lea să convertească ducatele germane în stăpâniri dependente de imperiu și să reînnoiască ducatele din perioada carolingiană. Această încercare nu a avut succes pe termen lung. Până la mijlocul secolului al XI-lea, fostele ducate erau mai mult sau mai puțin dependente de autoritatea centrală regală și au servit ca bază a puterii nobilimii ce concura în lupta pentru tron. Ascensiunea suveranilor teritoriali a început cel mai târziu în a doua jumătate a secolului al XI-lea când puterea regelui ca stăpân feudal pare să fi fost în scădere, bazându-se mai ales pe alodiile sale și pe orașele înfloritoare.
Primii împărați salieni Conrad al II-lea (1024–1039) și Henric al III-lea (1039–1056) au încercat să contrabalanseze influența puternicilor duci prin recrutarea de funcționari imperiali (ministerialis), promovarea nobilimii inferioare și, mai ales, prin apropierea de orașele prospere. Henric al IV-lea a încercat să-și extindă puterea în Palatinatul Rinului și în Hessa precum și în regiunea Harz prin extinderea administrației imperiale, ceea ce l-a adus în conflict cu înalta nobilime saxonă. A acordat privilegii de anvergură orașelor (Speyer, Worms, Halberstadt, Quedlinburg, Goslar) reușind să le câștige de partea sa în mare măsură.

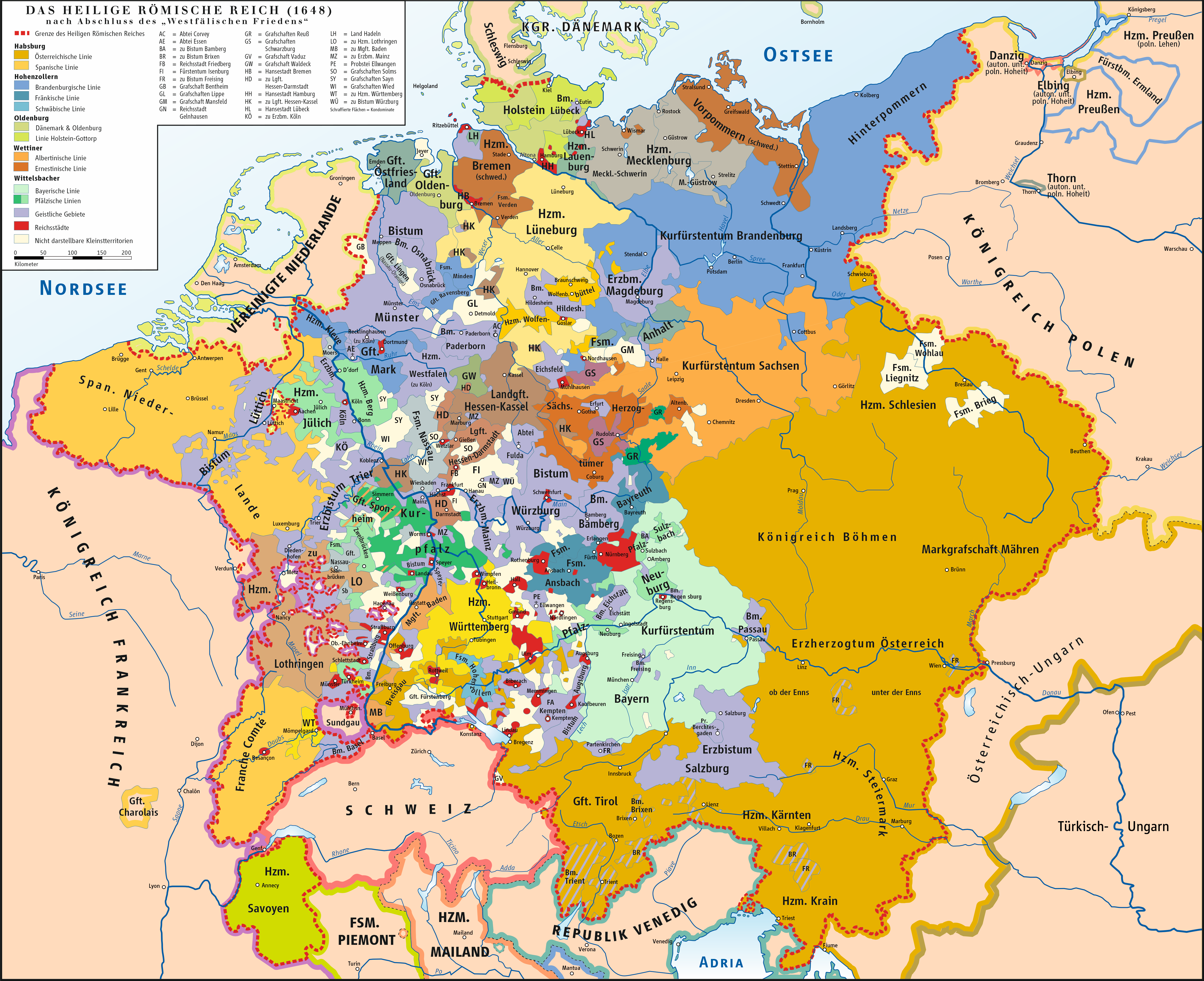
Sfântul Imperiu Roman în 1648

De la începutul secolului al XI-lea și mai accentuat în secolul al XII-lea, urbanismul în teritoriile germane a cunoscut o dezvoltare rapidă. Orașele înfloritoare au dezvoltat forme administrative și juridice independente, devenind centre comerciale și motor al modernizării economice. Această dezvoltare a fost însoțită de trecerea la economia monetară. Parțial din secolul al XI-lea și foarte accentuat din secolul al XIII-lea unele orașe s-au emancipat în raport cu conducătorii lor spirituali sau laici și, în unele cazuri, au exercitat o influență considerabilă asupra politicii imperiale.
În secolul al XII-lea împăratul Frederic Barbarossa a creat noi ducate, unele dintre ele fiind formate din teritorii separate geografic. Conflictul cu Welfii (Henric Leul) a fost expresia conflictului medieval de bază dintre autoritatea centrală și „forțele centrifuge” (conform sociologului istoric Norbert Elias). Frederic Barbarossa a dat Ducatul Bavariei, aparținând Welfilor, lui Otto I de Wittelsbach în 1180. Familia Wittelsbach a domnit în Bavaria până în 1918. Welfii, familia Wittelsbach și alți principi și-au fragmentat și mai mult teritoriile prin moștenire.
Abia împăratul Frederic al II-lea și fiul său au dat principilor imperiali, prin bulele regale emise în anii 1220 (Confoederatio cum principibus ecclesiasticis) și 1231 (Statutum in favorem principum), unele drepturi care fuseseră până atunci, cel puțin pro forma, rezervate regelui (Jura regalia). Jurisdicția superioară, dreptul de a bate monedă și dreptul la escortă la trecerea prin teritorii, precum și dreptul de a încasa taxe vamale pentru folosirea drumurilor comerciale au fost transferate suveranilor teritoriali. În bula regală emisă în 1231 titlul de adresare către suveranii teritoriali laici a fost pentru prima dată dominus terræ, ceea ce dovedește statutul juridic sporit al acestora.

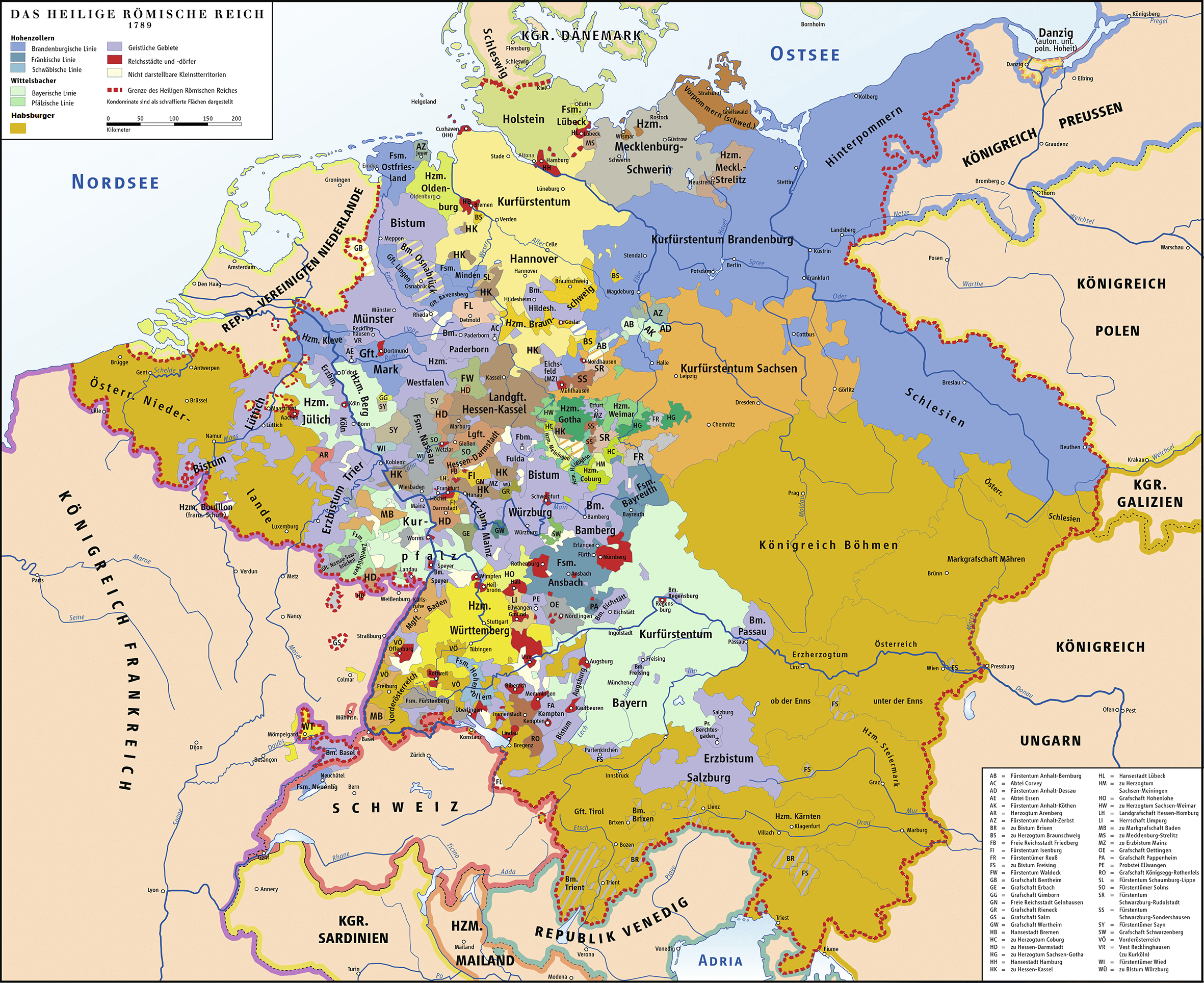
Sfântul Imperiu Roman în ajunul Revoluției Franceze din 1789 (violet – teritoriile spirituale, roșu – orașele imperiale)

La momentul dublei alegeri regale din 1257, principii electori au ales doi conducători străini ca regi romano-germani (Richard de Cornwall și Alfonso al X-lea al Castiliei) ceea ce se explică prin faptul că ambii făcuseră concesii și plăți către principii electori. Totuși, lui Richard nu i-a fost posibil să conducă imperiul deoarece s-a ocupat de disputele politice interne din Anglia, iar Alfonso nu a ajuns niciodată în imperiul său și i-a lăsat pe principi să promoveze teritorializarea. În această perioadă până la încoronarea lui Rudolf de Habsburg în 1273, principii au avut posibilitatea de a guverna fără prezența efectivă a unui rege.
Prin construirea de castele, înalta nobilime a transformat stăpânirea sa asupra populației în stăpânire asupra pământului și resurselor. În Evul Mediu timpuriu, castelele fuseseră construite în primul rând pentru apărarea împotriva amenințărilor externe. Începând din secolul al XI-lea construirea castelelor (ilegală în accepțiunea de astăzi) pe terenuri care nu aparțineau celui ce construia castelul, de exemplu pe proprietatea regală (de către funcționarii imperiali care o administrau) sau pe proprietățile mănăstirilor (de către administratorii laici, așa-numiții Vogt). Au fost ocupate astfel teritorii „înafara legii” care nu erau apărate de nimeni cu forța armelor. Cetățenii și magistrații s-au străduit adesea să-l forțeze pe stăpânul teritorial să părăsească orașul pentru a obține statutul râvnit de oraș imperial liber.

## Bula de Aur - piatră de hotar în teritorializare

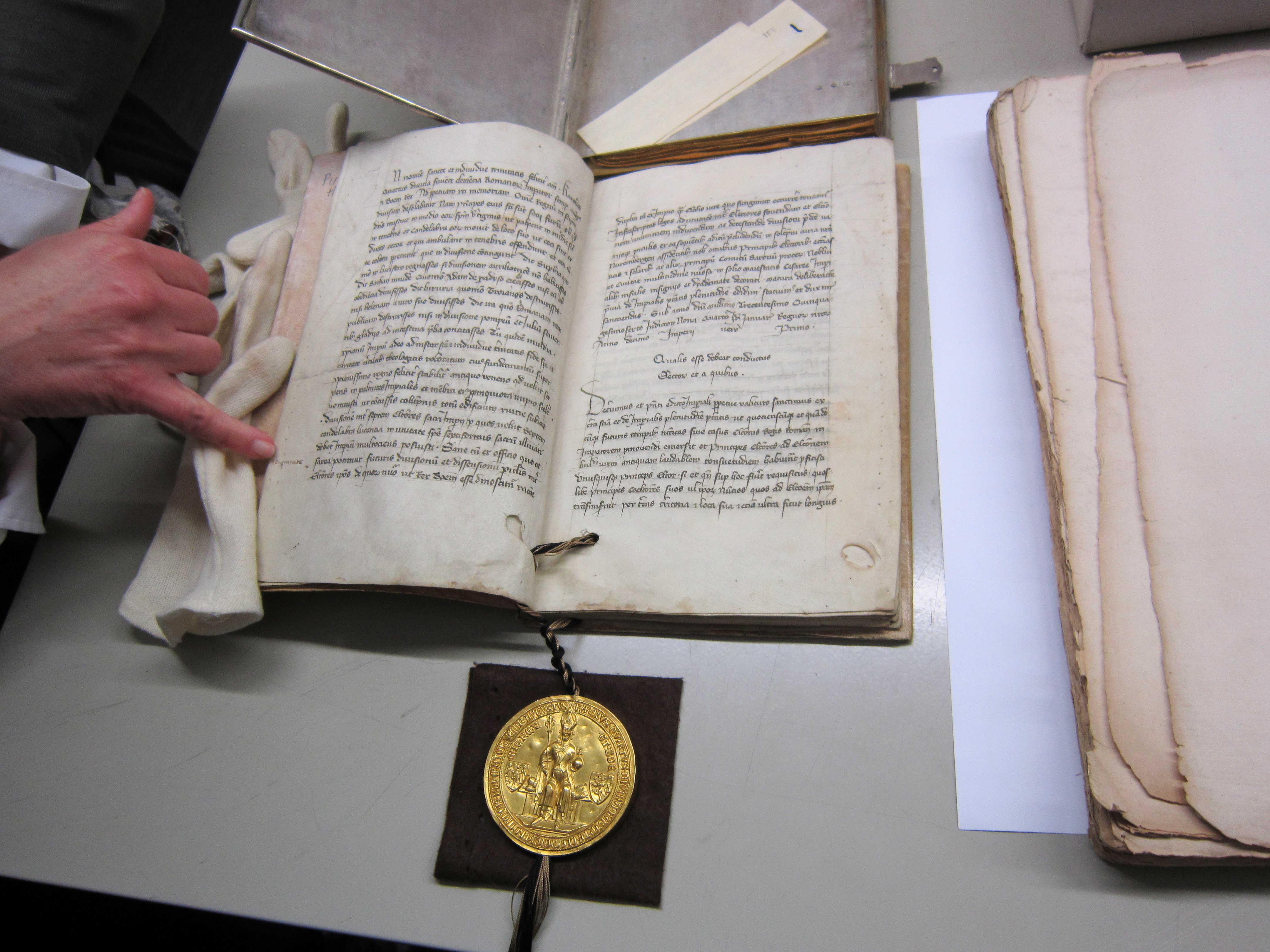
Bula de Aur (copia de la Trier)

Bula de Aur emisă de împăratul Carol al IV-lea la 10 ianuarie 1356 în Nürnberg reglementa exercitarea suveranității teritoriale pe teritoriul Sfântului Imperiu Roman și stabilea grupul de principi electori cărora li se acordau privilegii. Înainte de acest moment principii imperiali exercitau deja anumite drepturi regale (regalia), însă fără ca acestea să fie confirmate în vreun document emis de rege.
Bula de aur din 1356 a stabilit următoarele:
- Principii electori: Arhiepiscopul de Trier, Arhiepiscopul de Köln, Regele Boemiei, Contele Palatin al Rinului, Ducele de Saxonia-Wittenberg, Margraful de Brandenburg, Arhiepiscopul de Mainz (conducătorul alegerilor) alegeau regele pe baza principiului majorității.
- Primul act de guvernare era confirmarea privilegiilor principilor electori.
- Teritoriile electorale erau moștenite de succesori fără a fi divizate.
- Privilegium de non evocando - supușii puteau fi judecați doar de instanța principilor electori.
- Privilegium de non appellando - supușii nu pot face apel la nicio altă instanță
- Drepturile regale (regalia) reveneau principilor electori (printre care: dreptul la minerit, dreptul de a bate monedă, dreptul la colectarea taxei vamale, a taxei sării și a taxei evreilor).[2]

Bula de Aur a oficializat o practică și o dezvoltare către teritorializare care a evoluat de-a lungul secolelor și a cărei tradiție se păstrează în structura Republicii Federale Germania.

## Teritorializarea în Italia

Italia în jurul anului 1494

După invazia goților și a longobarzilor (în anii 488/493 și respectiv 568), teritoriul Italiei a fost împărțit într-o serie de stăpâniri. Deși în secolul al VIII- lea și al IX-lea, în special sub cârmuirea lui Pepin și a luiCarol cel Mare, francii erau dominanți, sub succesorii lui Carol cel Mare s-a dezvoltat un regat al Italiei. Începând din timpul lui Otto cel Mare, Regatul Italiei a aparținut în mod predominant Sfântului Imperiu Roman (Italia Imperială), sudul rămânând bizantin pentru o lungă perioadă de timp. Arabii au cucerit Sicilia și părți din sudul Italiei începând din anul 827. De-a lungul secolului al XI-lea normanzii au cucerit sudul Italiei.
Datorită dezvoltării comerțului și transportului, orașele din nordul Italiei au câștigat mai multă independență în special în secolul al XI-lea. Normanzii și numeroase orașe din nordul Italiei au sprijinit papalitatea în timpul Controversei pentru învestitură. După căderea dinastiei normande în 1268, încercările Stauferilor de a impune din nou puterea imperială în Italia au eșuat, deși Henric al VI-lea câștigase prin căsătorie regatul normand din sudul Italiei. Regatul de Neapole și Regatul Siciliei au fost conduse de dinastia franceză Anjou din 1268 și apoi (începând cu Sicilia) de dinastii originare din Spania, în special din Aragon. În centrul Italiei, statele papale au continuat să-și extindă stăpânirea. Nordul s-a împărțit într-o serie de orașe (și împrejurimile lor) care aparțineau în mod formal Sfântului Imperiu Roman, dar erau aproape independente.
În secolele al XIV-lea și al XV-lea, în timpul Renașterii, au apărut puteri centrale cu un enorm avantaj economic și cultural. Cinci puteri, dublul regat din sudul Italiei, Neapole și Sicilia, Statele Papale, Republica Florența (mai târziu numit Marele Ducat de Toscana), Ducatul de Milano și Republica Veneția au împărțit puterea politică și resursele peninsulei în coaliții schimbătoare. Ducatul de Savoia și Republica Genova au acționat, de asemenea, ele deținând teritorii în afara peninsulei și exercitând influență în regiunea mediteraneană.

## Consecințele teritorializării pe termen lung
Teritorializarea Sfântului Imperiu Roman a progresat în secolele următoare Bulei de Aur a lui Carol al IV-lea, iar autoritatea centrală a continuat să scadă. Prin Pacea Westfalică din 1648, suveranitatea stărilor imperiale ale teritoriilor a fost confirmată oficial. Abia când Sfântul Imperiu Roman a fost dizolvat prin abdicarea împăratului Franz al II-lea în 1806, stările imperiale au câștigat suveranitate deplină.
Datorită suveranității teritoriilor germane, de-a lungul secolelor nu s-a dezvoltat niciun stat central (așa cum s-a întâmplat în Anglia și Franța), care să fie condus de o monarhie puternică, nicio capitală care să atragă toate resursele și, prin urmare, niciun puternic centru politic și cultural. Nu a existat nici o uniformitate sau standardizare lingvistică, ci mai degrabă teritoriile respective și-au păstrat dialectul regional și s-au dezvoltat în mare măsură independent unele de celelalte. Teritorializarea, ironizată în epoca absolutismului luminat și considerată diviziare statală (în germană Kleinstaaterei) în epoca naționalismului în ascensiune, a avut și alte efecte pozitive în afară de pierderea ponderii puterii-politice, ca: teritoriile au construit propriile universități care funcționau independent una de cealaltă și care au jucat un rol important în atragerea diferitelor personalități și oameni de știință, iar numeroasele curți regale au concurat pentru prestigiu construind palate, biserici, biblioteci, teatre de stat, muzee, parcuri, bulevarde și piețe. Deși aceasta a însemnat un consum ridicat de resurse financiare la acea vreme, a avut ca urmare creșterea bogăției culturale în diferitele provincii germane.
Și în prezent, Germania este un stat federal în care statele federale pretind și exercită o influență politică considerabilă nu numai pe plan intern, ci și în Uniunea Europeană și uneori chiar în politica externă.